# شین‌تای-سان

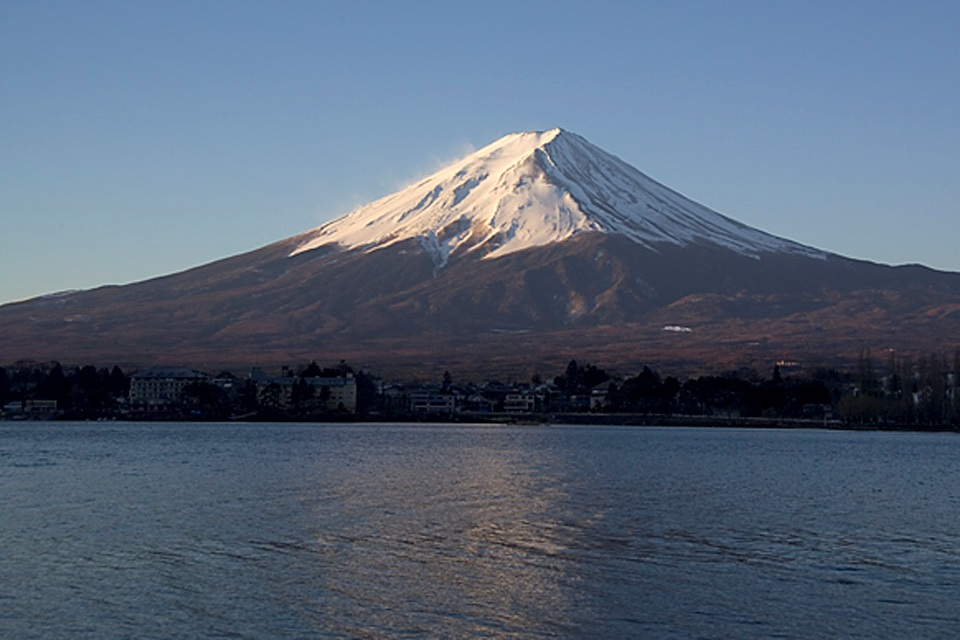
کوه فوجی نمونه‌ای از یک کوه مقدس در شینتو یا شین‌تای-سان است.

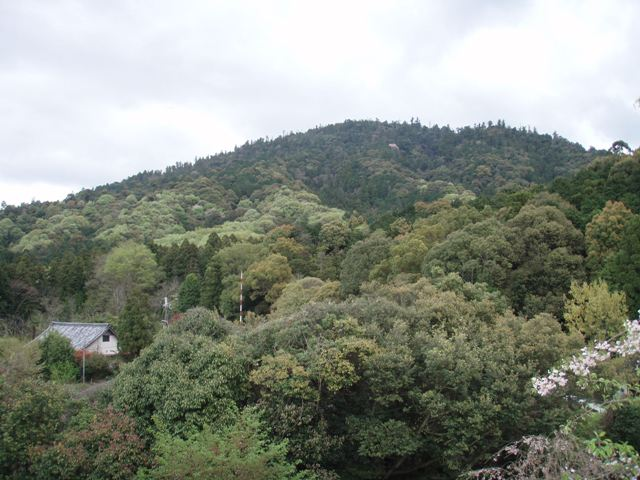
کوه میوا

شین‌تای-سان (به ژاپنی: 神体山 しんたいさん) یا ری‌هو (به ژاپنی: 霊峰 レイホウ) عمدتاً در اعتقادات شینتو، کوه‌پرستی و کاننابی (نام دیگر کامونابی ja:神奈備) به کوهی گفته می‌شود که خدایان شینتو (کامی) در آن زندگی می‌کنند. معمولاً این کوه را جنگلی دربرگرفته است.
کوه فوجی («کوه مقدس فوجی») است، یک نمونه معروف و شناخته شده‌است. علاوه بر این، قله‌های کوچک مانند گردنه‌ها و دامنه‌ها نیز به عنوان مکان‌هایی است که در آن خدایان زندگی می‌کنند.
بنا بر نظریه زنده‌انگاری در انسان‌شناسی فرهنگی، بشر به‌طور عینی پدیده مرگ و زندگی را درک می‌کند و منطبق بر نفس و شعور خود ایده‌هایی را در مورد شناخت «زندگی» ایجاد می‌کند پیروان این نظریه اعتقاد دارند که در موجودات زنده، کوه‌های طبیعی، رودخانه‌ها، صخره‌ها و درختان نیز جان، روح و کامی (خدا) ساکن است. به‌طور مشابه در ژاپن، در شینتو، به ویژه شیندوی باستان که به نام شیندوی جومون نامیده می‌شود، و قبل از دوره جومون وجود داشته‌است، تصور می‌شد که خدایان بالاتر در شی‌های بزرگتر، طولانی‌تر و قدیمی‌تر زندگی می‌کنند. نمونه‌های معمول آن کوه‌ها و قله‌های کوه‌هاست و گفته می‌شود که هر خدایی مشخصی در یک کوه بزرگ معین زندگی می‌کند و به این پندار کوه‌پرستی گفته می‌شود. کوه‌پرستی محدود به ژاپن نیست بلکه در سراسر جهان دیده می‌شود. قبایل ماسای و مردم کیکویو در جنوب کنیا کوه کلیمانجارو را به عنوان کوهی که خدا در آن نشسته پرستش می‌کنند و قبیله شرپا در تبت کوه اورست و مردم ناشی در استان یون‌نان در چین رشته‌کوه‌های یولونج، در استرالیا بومیان استرالیا (اَبُریجینال)، صخره اولورو را پرستش می‌کنند.
در ژاپن آنچه کاننابی نامیده می‌شود نوعی کوه‌پرستی است. در روزگاران قدیم، کاننابی نه تنها در کوه‌های معمولی و پر درخت ژاپن بلکه در کوه‌های به اصطلاح برهنه و کوه‌های خشکی که آتشفشان یا جنگل در آنها نگهداری نمی‌شد، همراه با ایواکورا (پرستش صخره) و «ایواساکا» پرستش می‌شدند، اما بعدها به پرستش کوه‌های مجاور روستا، که توسط جنگل‌ها در آغوش گرفته شده تغییر پیدا کرد.